# Bodilus caspius
Bodilus caspius är en skalbaggsart som beskrevs av Menestries 1832. Bodilus caspius ingår i släktet Bodilus och familjen Aphodiidae. Inga underarter finns listade.